# Almir Moraes Andrade
Almir Moraes Andrade (sinh ngày 11 tháng 5 năm 1973) là một cầu thủ bóng đá người Brasil.

## Sự nghiệp câu lạc bộ
Almir Moraes Andrade đã từng chơi cho Otsuka Pharmaceutical, FC Tokyo và Consadole Sapporo.